# Cámara de Comercio Alemana para España

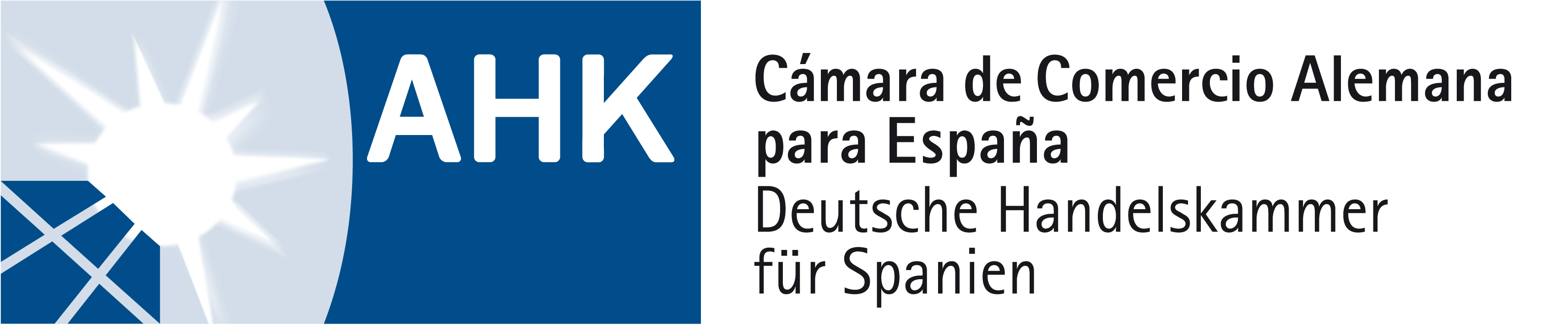

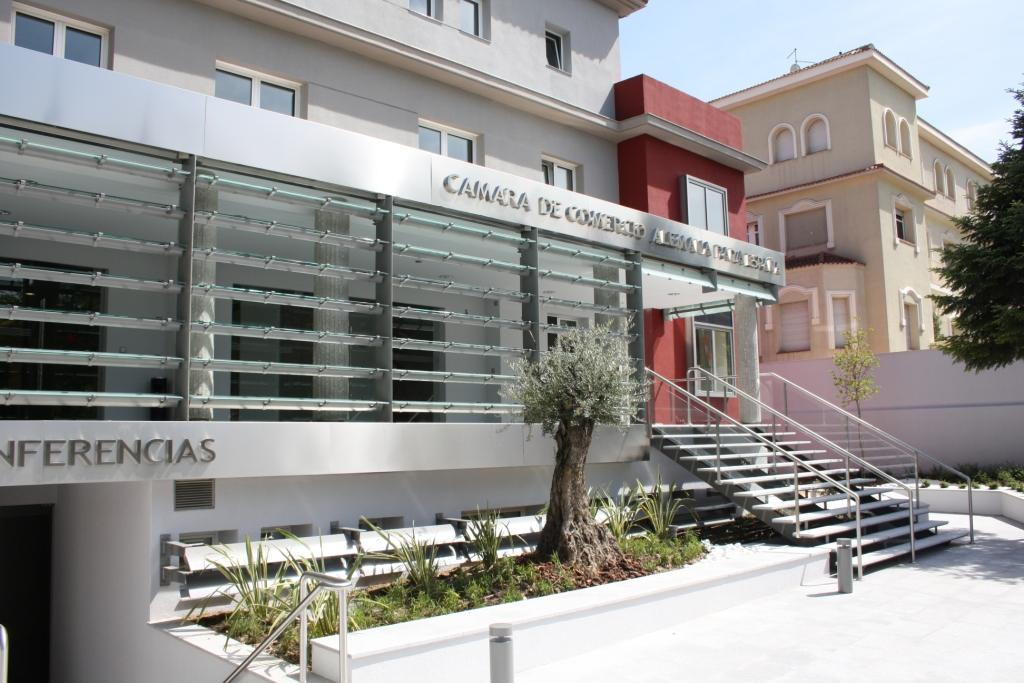
Sede central de la Cámara de Comercio Alemana para España en Madrid

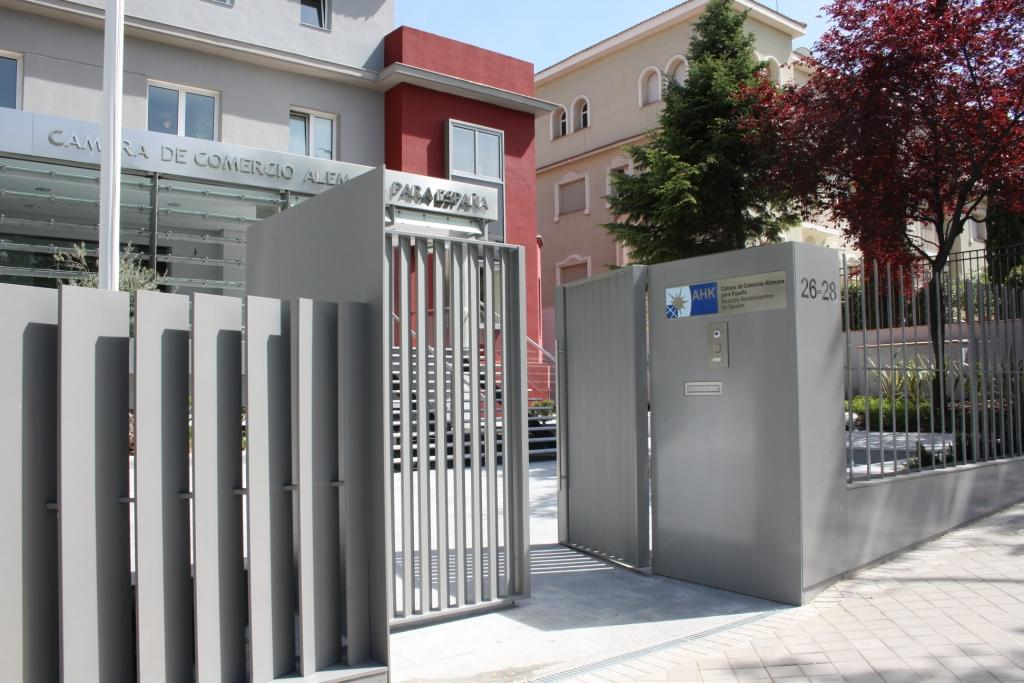
Desde 1994, la sede de la Cámara Alemana se encuentra en la Avenida Pío XII, 26-28 en Madrid

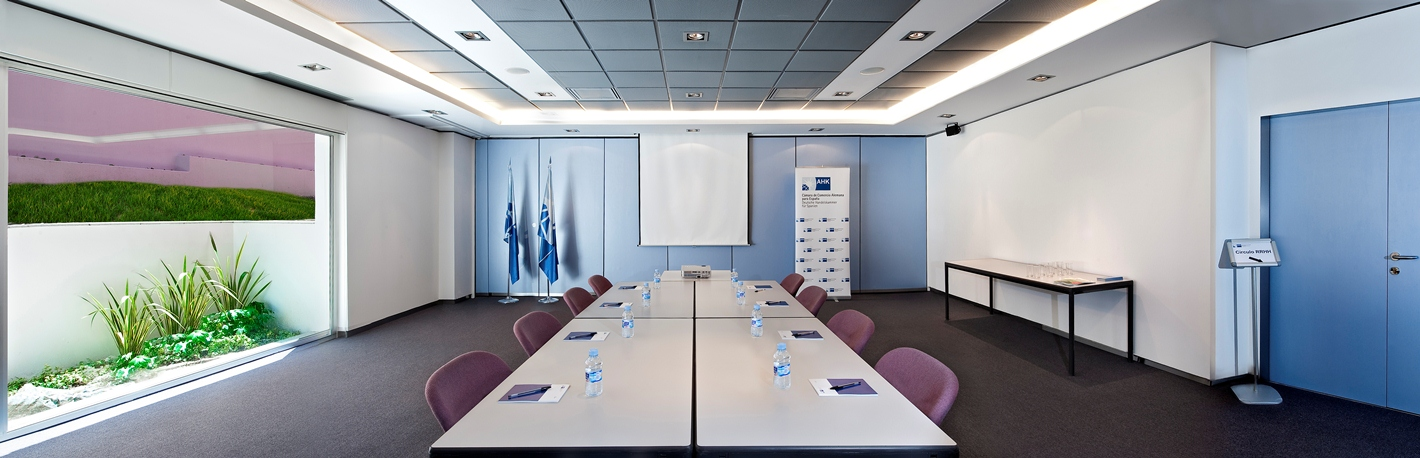
La Cámara Alemana dispone de modernas salas de conferencias en sus instalaciones de Madrid y Barcelona

La Cámara de Comercio Alemana para España (en alemán: Deutsche Handelskammer für Spanien o AHK Spanien) pertenece a la red mundial de Cámaras de Comercio Alemanas en el extranjero (Auslandshandelskammern, abreviado AHK), delegaciones y oficinas de representación de la economía alemana con 130 oficinas distribuidas en más de 90 países, 44.000 socios y una plantilla total de 1.700 personas. La organización está presidida por el Consejo Superior de Cámaras de Industria y Comercio Alemanas (DIHK) en Berlín, a la vez cúpula de las Cámaras de Industria y Comercio locales en Alemania (IHK). Además de su sede central de Madrid, la Cámara Alemana cuenta con una oficina en Barcelona y delegados en Aragón, Valencia y País Vasco.

## Funciones
Las actividades centrales de la Cámara Alemana son el fomento de las relaciones económicas hispano-alemanas y la representación de los intereses de sus empresas asociadas. 
La Cámara Alemana realiza tres funciones principales:
- Asociación empresarial
- Proveedor de servicios
- Representación oficial

### Asociación empresarial
La Cámara Alemana crea plataformas en beneficio de las empresas españolas y alemanas, que están integradas o interesadas en las relaciones económicas mutuas. Cuenta con unos 1.100 socios, entre los que se encuentran sucursales españolas de empresas alemanas, empresas exportadoras en España y Alemania, empresas del sector servicios, instituciones y asociaciones de ambos países.
Los eventos de la Cámara Alemana -conferencias, seminarios, recepciones y círculos temáticos (Círculo de Comunicación, Círculo RRHH, Círculo Controller, etc.) son foros para el intercambio de experiencias y para hacer contactos.

### Proveedor de servicios
Como entidades autogestionadas bilaterales, las Cámaras de Comercio Alemanas prestan su apoyo tanto a las empresas alemanas en el país anfitrión, como a los intereses de las compañías locales en el mercado alemán, mediante una amplia oferta de servicios modernos y orientados a las necesidades del cliente.
La Cámara Alemana presta, entre otros, los siguientes servicios:

#### Consultoría mercado alemán
- Búsqueda de distribuidores y representantes[6]
- Búsqueda de proveedores
- Informes comerciales
- Preparación para ferias
- Gestión comercial[7]
- Direcciones de suministradores e importadores alemanes
- Punto verde

#### Servicios Jurídicos
- Asesoría legal y fiscal
- Gestión fiscal/ IVA alemán
- Gestión de impagos
- Informes Comerciales

#### Empleo & Desarrollo de Negocio
- Selección de personal (Alemania y España)[8]
- Bolsa digital de empleo: http://ofertas.ahk.es
- Búsqueda de inversores para startups españolas
- Scouting de startups para inversores alemanas

#### Formación
- Asesoramiento para empresas
- Formación profesional en gestión empresarial y ramas técnicas
- Sello de Calidad "Empresa Formadora"
- Formación de formadores

#### Guías digitales
- Guía digital de socios
- Guía de empresas alemanas en España
- Guía digital de abogados
- Guía digital de empresas alimenticias

### Representación oficial de la economía alemana
La Cámara Alemana lleva a cabo anualmente numerosas misiones comerciales y jornadas técnicas. Los principales clientes son el Ministerio Federal de Economía y Tecnología (BMWi), el Ministerio Federal de Alimentación, Agricultura y Protección del Consumidor (BMELV) y los ministerios de los länder. Además, la Cámara Alemana apoya a los centros de Formación Profesional alemanas en Barcelona y Madrid (FEDA).
Todas las Cámaras de Comercio Alemanas en el extranjero perciben una subvención del Ministerio alemán de Economía y Tecnología por su importante papel en el fomento del comercio exterior alemán y por la prestación de sus servicios de interés público. La Cámara de Comercio Alemana para España también sigue este modelo de financiación, que ha demostrado su eficiencia durante décadas y está sirviendo cada vez más de ejemplo a otros países.

## Historia
- 1917 - 40 empresas alemanas de Barcelona, con F. Rissmann al frente, determinan la necesidad de fundar una Cámara de Comercio que impulse las relaciones económicas entre Alemania y España y que vele por los intereses de los comerciantes e industriales alemanes radicados en España.

- 1923 - Wilhelm Schul declara y nomina la "Asociación Económica Alemana en Barcelona" oficialmente "Cámara de Comercio Alemana para España".

- 1933 - Los 34 miembros de la Cámara Alemana en Madrid fundan una delegación en la capital.

- 1936 - Durante la Guerra Civil Española, las actividades de la Cámara Alemana se paralizan.

- 1939 - Bajo la presidencia de Otto Rating, la Cámara Alemana reanuda sus actividades. Sin embargo, el inicio de la Segunda Guerra Mundial pone de nuevo a prueba su capacidad de supervivencia.

- 1940 - La central de la Cámara Alemana se traslada a Madrid.

- 1964 - El número de socios de la Cámara Alemana llega a 1.500.

- 1972 - La Cámara Alemana participa en la preparación y elaboración del "Tratado de Establecimiento", que entra en vigor en 1972 y representa un paso importante en el entramado de las economías española y alemana.

- 1986 - A partir de 1986, la pertenencia de España a la Comunidad Europea empieza a reflejarse no sólo en el volumen de trabajo de la Cámara Alemana, sino también en el creciente número de empresas asociadas.

- 1994 - Se traslada la sede de la Cámara Alemana a la Avenida Pío XII. En este mismo año, se presenta la primera edición del estudio "Las empresas alemanas en España".

- 2006 - En primavera del año 2006, la Cámara Alemana presenta su nueva imagen corporativa. El nuevo logotipo corresponde a la creciente importancia de las energías renovables, que se refleja también en el trabajo de la Cámara Alemana.

- 2011 - Cuatro años después del inicio de las crisis económica en España, la Cámara Alemana sigue manteniendo más de 1.100 socios.

- 2012 - El 6 de septiembre de 2012 tiene lugar en Madrid el "Encuentro Empresarial Hispano-Alemán" encabezado por el Presidente del Gobierno de España y la Canciller de Alemania y organizado, entre otros, por la Cámara Alemana.[10]

## Publicaciones
- Revista bilingüe Economía Hispano-Alemana[11]
- Newsletter "Actualidad AHK - La Cámara Alemana informa "https://web.archive.org/web/20170721055522/http://www.ahk.es/es/comunicacion/newsletter-actualidad-ahk-la-camara-alemana-informa/
- Newsletter "Derechos & Impuestos"
- Informe Anual[12]
- Guía digital de socios
- Guía de empresas alemanas en España
- Guía digital de abogados
- Guía digital de empresas alimenticias

- Encuestas (entre ellas la encuesta "Empresas Alemanas en España: Clima empresarial y factores de éxito")[13]